# Muzea w województwie łódzkim
 Muzea województwa łódzkiego – spis muzeów, mających siedzibę na terenie województwa łódzkiego, podzielony według tematyki ekspozycji.
Wymienione placówki są prowadzone przez jednostki samorządu terytorialnego (województwo, powiat, gmina (miasto)), osoby prawne, kościoły i związki wyznaniowe, szkoły (uczelnie), a także przez osoby prywatne.
| Typ muzeum                                     | Placówki |
| ---------------------------------------------- | --- |
| Muzea archeologiczne i historyczne             | - Muzeum Archeologiczne i Etnograficzne w Łodzi - Muzeum Historii Ruchu Rewolucyjnego w Łodzi - Muzeum Oświaty Ziemi Łódzkiej w Łodzi - Muzeum Tradycji Niepodległościowych w Łodzi - Mauzoleum i muzeum na Radogoszczu w Łodzi - Stacja Radegast - Muzeum Uniwersytetu Medycznego w Łodzi - Otwarte Muzeum Żydowskie w Radomsku |
| Muzea biograficzne                             | - Dom Urodzenia św. Maksymiliana Kolbe w Zduńskiej Woli |
| Muzea etnograficzne oraz skanseny              | - Muzeum Ludowe Rodziny Brzozowskich w Sromowie - Sieradzki Park Etnograficzny w Sieradzu (oddział Muzeum Okręgowego w Sieradzu) - Skansen Łódzkiej Architektury Drewnianej - Skansen Rzeki Pilicy w Tomaszowie Mazowieckim - Skansen Wsi Łowickiej w Maurzycach |
| Muzea przyrodnicze, geologiczne i geograficzne | - Muzeum Geologiczne w Łodzi - Muzeum Lasu i Drewna w Rogowie - Muzeum Przyrodnicze Uniwersytetu Łódzkiego - Park Jurajsko-Botaniczny w Kołacinku |
| Muzea regionalne i miejskie                    | - Izba Historii Skierniewic - Muzeum Historii Łasku - Muzeum Historii Miasta Zduńska Wola - Muzeum Ludowe Ziemi Przedborskiej w Przedborzu - Muzeum Regionalne im. Władysława St. Reymonta w Lipcach Reymontowskich - Muzeum Miasta i Rzeki Warty PTTK w Warcie - Muzeum Miasta Pabianic - Muzeum Miasta Zgierza - Muzeum im. Antoniego hr. Ostrowskiego w Tomaszowie Mazowieckim - Muzeum im. Leokadii Marciniak w Gałkowie Dużym - Muzeum Okręgowe w Sieradzu - Muzeum Walewskich w Tubądzinie - Muzeum Regionalne w Bełchatowie - Muzeum Regionalne w Brzezinach - Muzeum Regionalne w Działoszynie - Muzeum Regionalne w Głownie - Muzeum Regionalne w Kutnie - Muzeum Regionalne w Opocznie - Muzeum Regionalne w Radomsku - Muzeum Miasta Łodzi - Muzeum w Łowiczu - Muzeum w Piotrkowie Trybunalskim - Muzeum w Polichnie - Muzeum Ziemi Rawskiej w Rawie Mazowieckiej - Muzeum Ziemi Wieluńskiej w Wieluniu |
| Muzea sakralne i religijne                     | - Muzeum Archidiecezjalne w Łodzi - Muzeum Diecezjalne w Łowiczu - Muzeum w Zelowie – Ośrodek Dokumentacji Dziejów Braci Czeskich - Muzeum Zgromadzenia Księży Orionistów w Zduńskiej Woli |
| Muzea sztuki                                   | - Muzeum Bajki w Łodzi - Muzeum Kinematografii w Łodzi - Muzeum Sztuki w Łodzi |
| Muzea oraz skanseny techniki                   | - Centralne Muzeum Włókiennictwa w Łodzi - Experymentarium w Łodzi - Muzeum Fabryki w Łodzi - Muzeum Farmacji im. prof. Jana Muszyńskiego w Łodzi - Muzeum Kanału – „Dętka” w Łodzi (oddział Muzeum Miasta Łodzi) - Muzeum Komunikacji Miejskiej w Łodzi - Muzeum Książki Artystycznej w Łodzi - Muzeum Papieru i Druku w Łodzi - Parowozownia Skierniewice - Pożarnicze Centrum Historyczno-Edukacyjne Ziemi Łódzkiej w Wolborzu - Skansen Taboru Kolejowego w Karsznicach |
| Muzea wojskowe                                 | - Muzeum Czynu Zbrojnego w Lipcach Reymontowskich |
| Muzea zamkowe i pałacowe                       | - Muzeum Wnętrz Dworskich w Ożarowie (oddział Muzeum Ziemi Wieluńskiej w Wieluniu) - Pałac Prymasowski w Skierniewicach - Willa Edwarda Herbsta w Łodzi (oddział Muzeum Sztuki w Łodzi) - Zamek Królewski w Łęczycy - Zamek Królewski w Piotrkowie Trybunalskim - Zamek w Oporowie |
| Pozostałe muzea                                | - Muzeum im. Jerzego Dunin-Borkowskiego w Krośniewicach |